# Wahrheitsserum
Als Wahrheitsseren werden psychoaktive Substanzen bezeichnet, welche geeignet sind, Informationen von einer Person gegen ihren Willen leichter zu erhalten. Durch den Einsatz von Drogen sollen beispielsweise der Wille, das Bewusstsein und die Entscheidungsfähigkeit manipuliert werden, um an bestimmte Informationen zu gelangen. Die Anwendung eines Wahrheitsserums wird meist im geheimdienstlichen Umfeld vermutet und ist international als eine Form von Folter geächtet.

## Bekannte chemische Substanzen

Amobarbital, eine der chemischen Substanzen, die als „Wahrheitsserum“ benutzt werden können.

In der Vergangenheit sind verschiedene Substanzen als Wahrheitsdrogen versucht worden. Neben Alkohol und Pflanzenextrakten wurden auch Barbiturate, halluzinogene Drogen (wie LSD), 4-Hydroxybutansäure und Opiate zu diesem Zweck eingesetzt.
Zu den bekannten chemischen Substanzen, die für diesen Zweck eingesetzt werden können, zählen Tranquillanzien oder Schlafmittel, die höhere kognitive Funktionen verändern, wie Ethanol, Scopolamin (Robert Ernest House 1924), 3-Chinuclidinylbenzilat, hypnotische Benzodiazepine wie Midazolam, Flunitrazepam, Temazepam und verschiedene kurzwirkende Barbiturate wie Thiopental, schnellwirkende Barbiturate, welche auch als Pentothal, Natriumpentothal oder Natriumamytal bezeichnet werden, und Amobarbital, auch bekannt als Natriumamytal (engl. Sodium Amytal, siehe Bild).

## Zuverlässigkeit
Die Wirkungsweise des Wahrheitsserums besteht meist darin, das Urteilsvermögen und die Konzentrationsfähigkeit einer Person zu beeinträchtigen und/oder diese kommunikativer zu machen. In Folge kann ein Verhörspezialist durch eine geschickte Befragung versuchen, die Preisgabe der gewünschten Information zu erzwingen.
Es ist jedoch ein verbreiteter Irrglaube, dass die Anwendung eines so genannten Wahrheitsserums einen Menschen automatisch dazu verleitet, die Wahrheit zu sagen. Die unter dem Einfluss der Droge stehende Person kann genauso lügen wie zuvor, sie wird jedoch anfälliger für Suggestionen.
Des Weiteren kann es zu einer Vermischung von Realität und Fiktion durch drogeninduzierte Halluzinationen kommen. Auch können die Substanzen zu unerwünschten Nebenwirkungen bis zum Tod führen.

## Einsätze und Versuche
Im Zuge des Kalten Krieges kam es in den USA zu zahlreichen Forschungsprogrammen im Bereich Wahrheitsserum und Bewusstseinskontrolle, so zum Beispiel ein Programm der CIA namens MKULTRA (Nachfolger von Operation Artischocke), das unter anderem tausende Menschenversuche umfasste, bei denen ahnungslose Testpersonen unter Krankenhauspatienten und Gefängnisinsassen ausgewählt und unter halluzinogene Drogen wie LSD gesetzt wurden. Ziel des Projekts war es, ein perfekt funktionierendes Wahrheitsserum zu finden.
1989 wurde Mitgliedern der Issadin-al-Kassam-Brigaden vom Schin Bet neben anderen Foltermethoden Natriumpentothal injiziert, nachdem zwei Mitglieder den israelischen Soldaten Ilan Saadon ermordet hatten.
Heutzutage ist Indien eines der wenigen Länder (wenn nicht das einzige), in dem Gerichte die Verwendung von Wahrheitssera in besonderen Fällen, wie z. B. nach den Terroranschlägen in Mumbai 2008 oder besonders spektakulären Mordfällen, gestatten.